# Видеомагнетофон
Видеомагнетофон е устройство за запис на видео и звук върху магнитни ленти и последващо възпроизвеждане. От магнетофона се различава по много по-широката честотна ивица на запис и по устройството на лентопротяжния механизъм. Получаваната с помощта на видео запис на картина и звук се нарича видеофонограма. Възможността за запис на сигнали с висока честота и импулсни сигнали прави видеомагнетофона подходящ не само за запис на видео, но и за други задачи, свързани с регистрирането и запаметяването на информация. В някои чужди езици ролковите и касетъчните видеомагнетофони имат различни имена, например на английски: Video Tape Recorder, VTR – ролков и на английски: Video Cassette Recorder, VCR – касетъчен.

## Класификация на видеомагнетофоните
Съвременните видеомагнетофони се класифицират по следните характеристики:
- предназначение (професионални, битови, промишлени);
- метод на регистрация на информацията – аналогови и цифрови;
- формат на видео запис – например, „VHS“, „Бетамакс“ или „D2“;
- поддържани стандарти на разгъване: 625/50 или 525/60;
- поддържани стандарти за цветно телевизионно излъчване (PAL, SECAM, NTSC);
- по функции: – за запис и възпроизвеждане, само за възпроизвеждане; в търговията видеомагнетофон се нарича устройството, което, освен възможности за запис, има и телевизионен тунер и таймер за програмиране на запис в отсъствието на стопанина при изключен телевизор), устройството, което може да направи видео запис, но само в ръчен режим и с включен телевизор, наричат записващо видео.
- мобилност (стационарни, мобилни и портативни).